# 馬塔迪—金沙薩鐵路

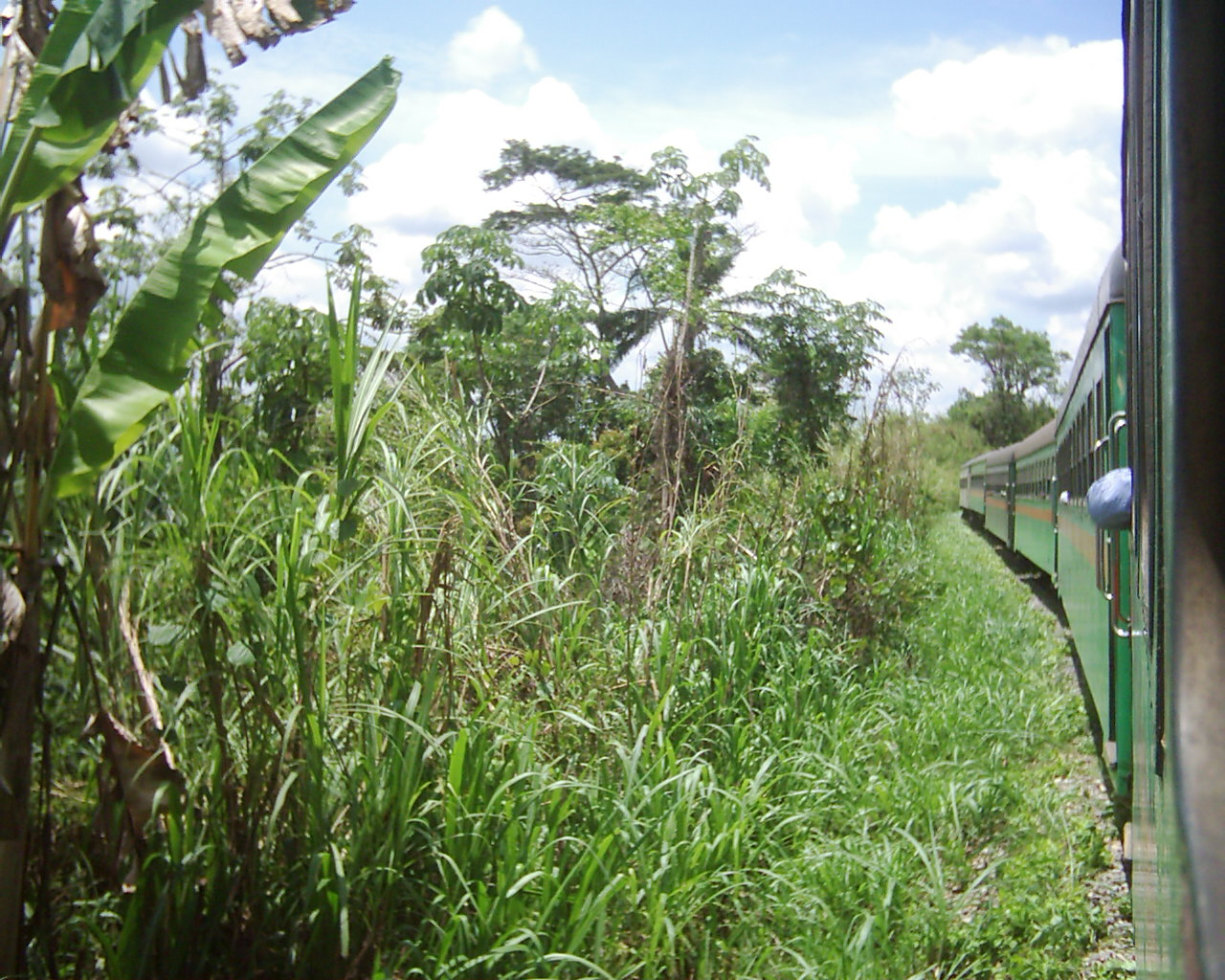
马塔迪－金沙萨铁路

馬塔迪—金沙薩鐵路 （法語：Chemin de fer Matadi-Kinshasa）是剛果民主共和國一條連結首都金沙薩和該國唯一海港馬塔迪的鐵路線:977。全長366公里，軌距為1,067毫米。
本線始建於1890年，1898年落成通車 （英國作家約瑟夫·康拉德在《黑暗之心》曾經提到它）。1923至1931年進行擴建工程，從762毫米改為1067毫米。